# Tai Hu
Der Tai Hu (chinesisch 太湖, Pinyin Tài Hú – „sehr großer See“) ist mit 2.250 km² der drittgrößte Süßwassersee Chinas. Er liegt im Jangtsekiang-Delta im Süden der Provinz Jiangsu bei der Stadt Wuxi. Das Einzugsgebiet südlich des Sees gehört zur Provinz Zhejiang, was zeitweise gemeinsame Planungsmaßnahmen erschwert hat. Der See selbst ist durchschnittlich nur 2 Meter tief und hat etwa 90 Inseln. Er ist mit dem Kaiserkanal verbunden und ist die Hauptwasserquelle mehrerer Flüsse, unter anderem des Suzhou.

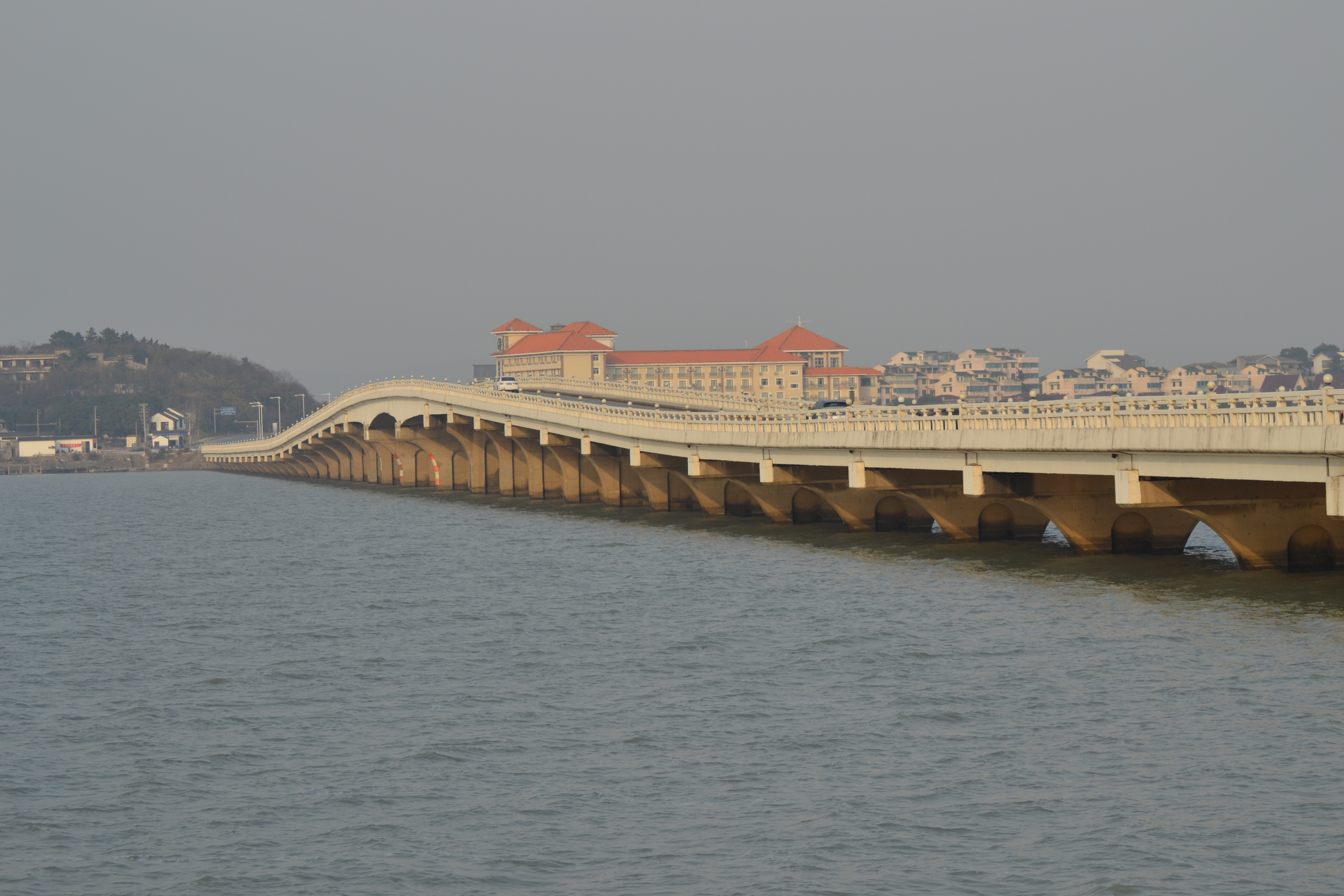
Yeshan Island Bridge nach Xishanshen

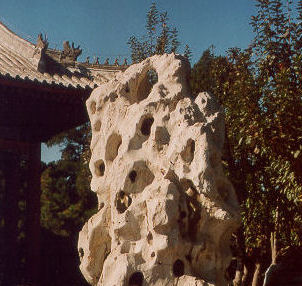
Taihu-Steine in der Verbotenen Stadt

Der See ist bekannt durch die Taihu-Steine, durchlöcherte und bizarr geformte Kalksteine, die vor allem beim chinesischen Gartenbau verwendet werden. Der beste Blick auf den Tai Hu ist vom Xihui-Park (錫惠公園 / 锡惠公园,  Xīhuì Gōngyuán), westlich von Wuxi bei der Drachenlicht-Pagode (龍光塔 / 龙光塔,  Lóngguāngtǎ).

## Inseln-Halbinseln
Die Seeinseln sind landwirtschaftlich betrachtet Obstanbau- und Fischereiinseln. Hauptobstprodukt sind Mandarinen. Delikatesse im Fischereibereich sind Süßwasserkrabben.
Die Inseln werden seit dem Anschwellen der Ballungszentren Shanghai und Suzhou zu Erholungsgebieten ausgebaut. Die Halbinseln, Inselgruppe um Xishanzhen und der Norduferstreifen sind dabei im rapiden Umbruch.
| Nr. | Insel-Halbinseln | Lage-Zugang                                          | Koordinaten                   |
| --- | ---------------- | ---------------------------------------------------- | ----------------------------- |
| 1   | Xishan (西山)    | Seemitte – Zugang über Brücke von Gujiaxiang kommend | 31° 06′ 24″ N, 120° 16′ 30″ O |
| 2   | Yeshan (叶山)    | Seemitte – Zugang über Brücke von Gujiaxiang kommend | 31° 10′ 04″ N, 120° 20′ 15″ O |
| 3   | Changsha (长沙)  | Seemitte – Zugang über Brücke von Gujiaxiang kommend | 31° 11′ 33″ N, 120° 21′ 20″ O |
| 4   | Dongshan (东山)  | größte Halbinsel im Südosten                         | 31° 03′ 42″ N, 120° 25′ 24″ O |
| 5   | Dashan (大山)    | kleine Insel im Süden                                | 31° 04′ 07″ N, 120° 18′ 57″ O |
| 6   | Sanshan (三山)   | kleine Insel im Süden                                | 31° 01′ 49″ N, 120° 17′ 29″ O |
| 7   | Zeshan (泽山)    | kleine Insel im Süden                                | 31° 01′ 12″ N, 120° 16′ 17″ O |
| 8   | Guishan (嶡山)   | kleine Insel im Süden                                | 31° 01′ 43″ N, 120° 15′ 30″ O |

## Landwirtschaft
- Auf den kargen Seeinseln dominiert der Anbau von Mandarinen.
- In der Fischerei werden vielfach Reusen zum Einsatz gebracht. Spezialität des Sees sind Süßwasserkrabben.

## Sport
Seit einigen Jahren veranstaltet der chinesische Radsportverband neben der Tour de Bejing auch die Rundfahrt TOUR of TaiHu Lake rund um den Tai Hu. Die Rennen besitzen UCI-Status und sind für GS1 Profiteams startberechtigt. Das Rennen 150 km westlich von Shanghai stößt medial eher auf mäßiges Interesse und wird von den chinesischen Entscheidungsträgern aus Prestigegründen durchgeführt.

## Hochwassergefahr
Das Einzugsgebiet des Tai Hu umfasst 36.500 km², was etwa der Fläche von Baden-Württemberg entspricht. Es ist schon seit den 1980er Jahren ein bevorzugt entwickelter Wirtschaftsraum Chinas. Er wurde über Jahrhunderte, aber auch noch 1991 und 1993 von verheerendem Hochwasser heimgesucht. Immense Schäden mit vielen Todesopfern waren in den rasch wachsenden Städten Suzhou (Jiangsu), Wuxi, Changzhou, Huzhou zu verzeichnen. In der Stadt Wuxi stand das Wasser jeweils zwei Meter hoch und viele Betriebe waren über Wochen hinweg überflutet. Auch die Bauern und Fischer im Tai Hu-Gebiet wurden schwer durch beide Hochwasser getroffen.
Über die Hälfte des Tai Hu-Einzugsgebiets liegen nur wenige Meter über dem Meeresspiegel. Die südlich des Tai Hu gelegenen Gebirge des Tianmu Shan und Longwang Shan reichen jedoch bis auf eine Höhe von 1587 m, was zu starken Niederschlägen während des Monsuns (meist im Juni) und der herbstlichen Taifune (oft im September) führen kann. Die Landwirtschaft hat sich ab den 1980er Jahren planlos in diese Gebirgsräume ausgedehnt, was die Hochwassergefahr durch zunehmende Bodenerosion erhöht. Die Hochwassergefahr am Tai Hu wurde mittels umfassender wasserwirtschaftlichen Baumaßnahmen bis zur Jahrtausendwende jedoch stark reduziert, so durch die Anlage eines Ringdeichs um den See und durch mehrere leistungsfähige Entwässerungskanäle vom Tai Hu zum Jangtsekiang nach Norden, als auch zur Hangzhou-Bucht nach Süden. Ebenso wurden Maßnahmen zur Reduzierung der Bodenerosion ergriffen.

## Umweltprobleme
Obwohl Umweltschützer wie Wu Lihong vor einer Umweltkatastrophe warnten, kippte der See im Jahr 2007 durch eine massive Blaualgenblüte um, so dass mehrere Millionenstädte wie z. B. Wuxi kurzzeitig kein Trinkwasser mehr hatten. Daraufhin wurde angekündigt, 2000 Chemiefabriken zu schließen.
2010 sagte Wu Lihong, dass keine der Fabriken geschlossen wurde, dafür aber Blaualgen mit Booten aus dem See entfernt würden.
Mit der „Tiefgreifenden Reform der aus Mitteln des Finanzministeriums der Zentralregierung geförderten Programme (Großprojekte, Stiftungen etc.) für Wissenschaft und Technologie“ (深化中央财政科技计划（专项、基金等）管理改革) wurde der Tai Hu im Dezember 2014 in die Liste der Gewässer aufgenommen, bei denen mit Geldern des Fonds für Nationale wissenschaftlich-technische Großprojekte Abwasserreinigungstechnologien für die starke Verschmutzung verursachenden Industriebetriebe an ihren Ufern entwickelt werden sollten.
Am 7. Mai 2015 unterzeichneten dann Georg Schütte und Cao Jianlin, Staatssekretäre beim Bundesministerium für Bildung und Forschung bzw. Ministerium für Wissenschaft und Technologie, eine Absichtserklärung über wissenschaftlich-technologische Zusammenarbeit, auf dessen Basis das Chinesisch-Deutsche-Wasser-Netzwerk bzw. 中德水网络, wegen der englischen Bezeichnung „Sino-German Network“ meist SIGN abgekürzt, gegründet wurde.
Unter der Leitung des Technologiezentrums Wasser des Deutschen Vereins des Gas- und Wasserfaches arbeiten dort zahlreiche deutsche und chinesische Universitäten sowie mehrere deutsche Firmen daran, bewährte Technologien und Konzepte aus Deutschland gezielt für die Rahmenbedingungen in China anzupassen. SIGN befasst sich nicht mit Industriebetrieben, sondern primär mit den städtischen Abwässern der Metropolen Wuxi und Suzhou sowie dem Schadstoffeintrag durch die Landwirtschaft. Ein weiterer Schwerpunkt ist die Aufbereitung von Trinkwasser, insbesondere die Entfernung der toxischen Blaualgen durch Membranfiltration und chemische Oxidation.